# Hermann von Richthofen
Hermann Freiherr von Richthofen (Breslavia, 20 de noviembre de 1933-Berlín,17 de julio del  2021), es un diplomático alemán. Fue el embajador de Alemania en el Reino Unido desde 1989 a 1993.  Posteriormente fue embajador en la OTAN desde 1993 a 1998.

## Vida
Richthofen fue el segundo de tres hijos de Friedrich Herbert von Richthofen (1900-1966) y su esposa Gisela, n. Schoeller (*1908). Es el sobrino nieto de Manfred von Richthofen, «El Baron Rojo».
Después de asistir a la escuela, von Richthofen estudió derecho en Múnich, Heidelberg y Bonn desde 1955 hasta 1958. En 1955 se convirtió en miembro del Corps Vándalo-Guestphalia Heidelberg. Completó su formación en 1963 en la Facultad de Derecho de la Universidad de Colonia con la graduación del Dr. jur., con una tesis sobre admisibilidad y barreras de pruebas comparativas de productos para la educación del consumidor.
En 1963 von Richthofen se incorporó al Servicio Exterior de la República Federal de Alemania. Su carrera lo llevó a Saigón (1966-1968), Yakarta (1968-1970) y la RDA. Alcanzó el punto culminante de su carrera en la década de 1980 cuando fue nombrado embajador de Alemania en Londres. Más recientemente, fue el representante alemán en la OTAN.

### Matrimonio e hijos
Richthofen se casó el 26 de marzo de 1966 en Urfeld, cerca de Colonia, con la condesa Christa von Schwerin (nacida el 9 de junio de 1942 en Königsberg), una hija del conde Otto von Schwerin (1894-1945) y su segunda esposa Esther nee condesa Eckbrecht von Dürckheim-Montmartin (1904-1985). El matrimonio tiene un hijo y dos hijas.

## Carrera diplomática
- 1955-58: Estudió derecho en las universidades de Heidelberg, Múnich y Bonn.
- 1958: Primer título de abogado.
- 1963: Segundo título de abogado.
- 1963: Doctor en leyes ingreso al servicio diplomático alemán en su graduación.
- 1965-1966: Oficial federal alemán en el directorio general.
- 1966-1968: Oficial de escritorio en la embajada de Saigón para la ayuda humanitaria.
- 1968-1970: Acreditado como oficial del departamento legal, consular y político de la embajada de Yakarta.
- 1970-1974: Oficial federal extranjero y director general del departamento legal.
- 1975-1978: Canciller federal encargado del departamento político en la república federal de Berlín (este).
- 1978-1980: Oficial federal extranjero y director general del departamento político.
- 1980-1986: Canciller federal encargado de la unidad de trabajo "Deutschland-Politik" (políticas alemanas).
- 1986: Oficial extranjero federal, director de los asuntos legales y asesor especial de política internacional.
- 1986-1988: Oficial federal extranjero (director político) Federal.
- 1989-1993: Embajador de Alemania en el Reino Unido.
- 1993-1998: Embajador permanente en la OTAN (Bruselas).